# Шабріно
Ша́бріно (рос. Шабрино) — присілок у складі Сєверного району Оренбурзької області, Росія.

## Населення
Населення — 115 осіб (2010; 164 у 2002).
Національний склад (станом на 2002 рік):
- росіяни — 91 %